# Cancrinos
Il cancrino (gen. Cancrinos) è un crostaceo estinto, appartenente ai decapodi. Visse nel Giurassico superiore (circa 150 - 145 milioni di anni fa) e i suoi resti fossili sono stati ritrovati in Germania. È considerato uno stretto parente delle attuali cicale di mare (gen. Scyllarus).

## Descrizione
Questo strano crostaceo aveva un aspetto particolare: il corpo, lungo tra i 10 e i 20 centimetri, era piuttosto simile a quello di un'aragosta, ma differiva notevolmente da quest'ultima a causa della forma delle seconde antenne, che erano appiattite nella parte finale; questo particolare richiama vagamente la condizione presente nelle attuali cicale di mare (Scyllarus e Scyllarides). Al contrario di queste forme, tuttavia, Cancrinos possedeva ancora una caratteristica ancestrale: le antenne erano composte da molti segmenti e non erano ridotte a un solo elemento. 

## Classificazione
I fossili di Cancrinos sono rari, e il loro stato di conservazione è spesso imperfetto. Il primo a descrivere Cancrinos, nel 1839, fu il conte Georg zu Münster, sulla base di fossili ritrovati nel giacimento di Solnhofen in Germania. Lo studioso ritenne che vi fossero due specie, C. claviger e C. latipes, differenti per la taglia delle antenne; successivi studi hanno invece posto in sinonimia le due specie. Anche se Munster non riuscì a trovare alcun parente vivente di Cancrinos nella descrizione originale, nel 1984 Reinhard Forster propose che Cancrinos fosse una forma di transizione tra le aragoste e le cicale di mare, ipotesi corroborata da ulteriori studi (Garassino e Schweigert, 2006).
Altri esemplari, ritrovati in Libano in strati del Cretaceo superiore e inizialmente attribuiti a un'altra specie (C. libanensis), sono stati in seguito attribuiti a un genere a sé stante, Paracancrinos (Haug et al., 2016).

## Sviluppo

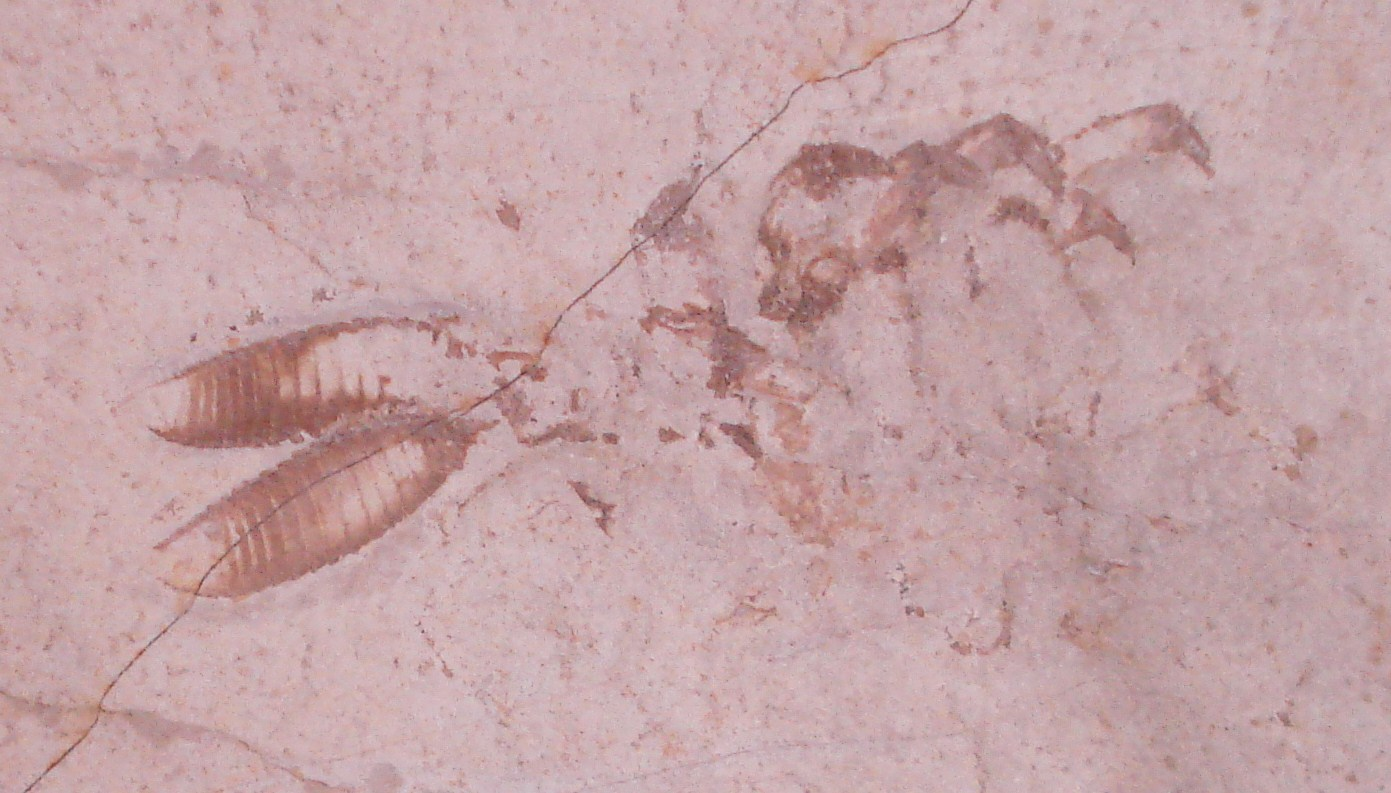
Fossile di Cancrinos latipes (=C. claviger)

Poiché sono stati ritrovati fossili di esemplari immaturi, è nota parte dello sviluppo di Cancrinos, anche se non è chiaro se gli esemplari più piccoli fossero nello stadio di puerulus o fossero giovani. Gli esemplari più giovani possiedono antenne meno piatte, più simili a quelle delle aragoste. Cancrinos, quindi, esibisce una forma di eterocronia nota come peramorfosi; si presume che questa ontogenia rifletta la filogenesi di Cancrinos, e che rappresenti un parziale sviluppo da una forma ancestrale simile alle aragoste verso la più evoluta forma simile alle cicale di mare.